# 井上鍋
井上鍋（いのうえなべ）とは、市販の焼き肉のタレを出汁として使用した鍋料理。

## 概要
井上さんの家では普段から焼肉のタレで野菜炒めを作っていたが、ある日タレを入れ過ぎてしまい味が濃くなってしまった。そこで水で薄めて煮込んだところ、意外と美味しかったので、後日いろいろな食材を入れて試し、試行錯誤の末に完成させたといわれる。
その後、インターネット等の口コミでこのレシピが広まり、フリーペーパーのR25（2006年11月2日発行No.116）にも取り上げられるなど人気を博した。

## その他
- 2007年1月29日放送のTBS系『はなまるマーケット』の「とくまる」コーナー（テーマ：スープが決め手の絶品鍋料理[リンク切れ]）にて“最近インターネットで話題になっているアイデア鍋”としてレシピが紹介された。
- 他にも同年1月22日プレイステーション3専用コンテンツ「まいにちいっしょ」、同年 1月4日発行の東京ウォーカー・ザテレビジョン、2006年12月深夜放送『百識〜百で知るひとつの知識〜』（フジテレビ系）、同年12月1日発行の雑誌「EX35 plus」(光文社)、2005年12月30日放送の『美味時間』（東海ラジオ）の「美味雑誌」[リンク切れ]コーナーでも紹介された。